# Villa Brosius

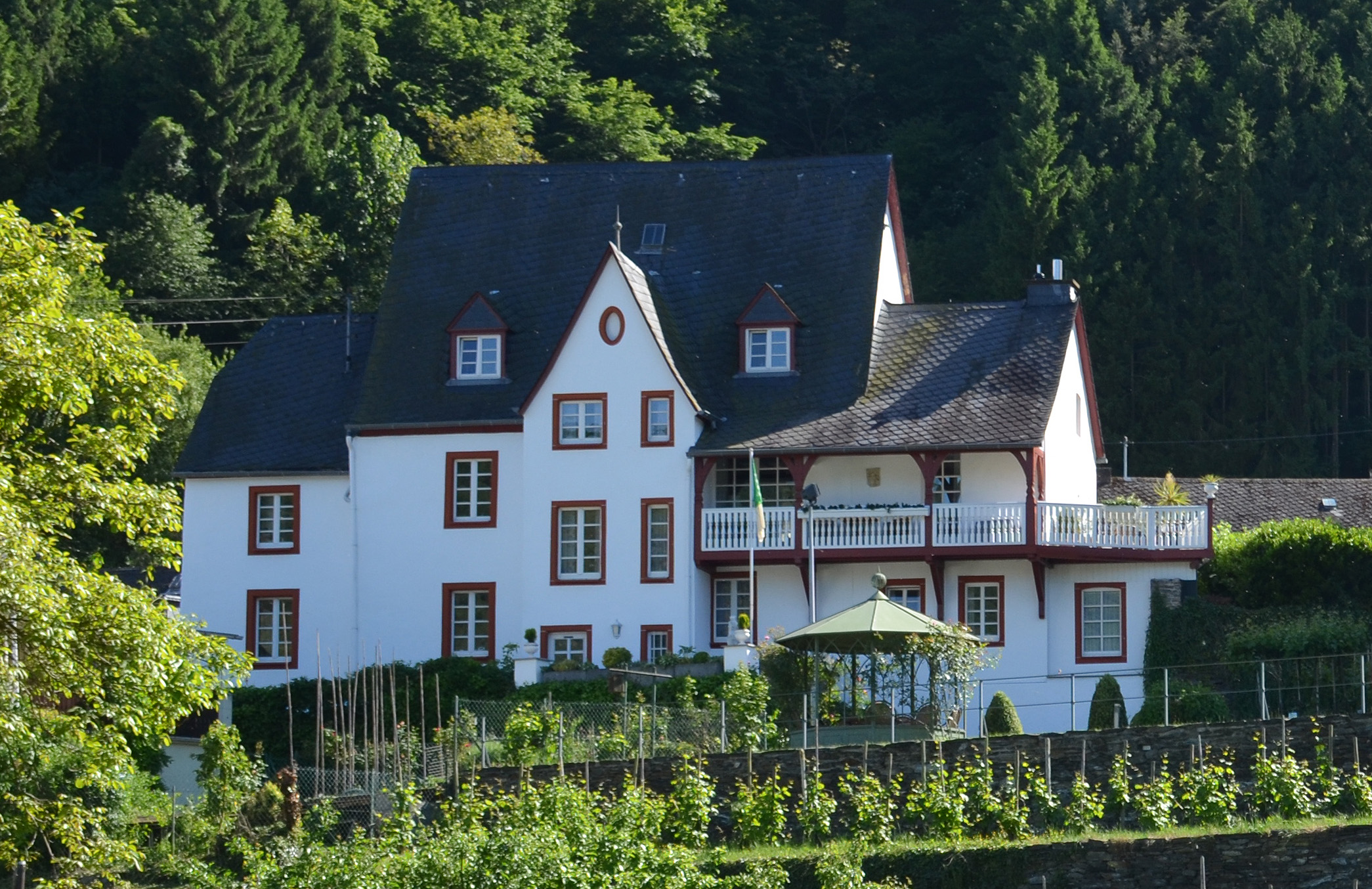
Villa Brosius, Ansicht von Norden

Die Villa Brosius ist ein denkmalgeschütztes Gebäude im Bopparder Stadtteil Hirzenach. Sie wird heute zu Wohnzwecken genutzt, war aber im Mittelalter eine Kirche. Ihren Namen hat sie von einem ehemaligen Bewohner, dem Hirzenacher Pfarrer Wilhelm Brosius. Der ehemalige Kirchenbau gehört zu den ältesten erhaltenen seiner Art am Mittelrhein.

## Geschichte

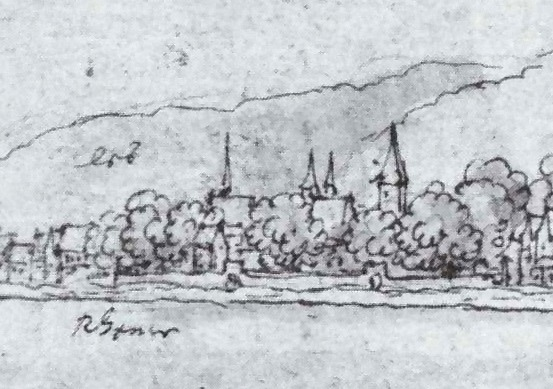
Die Hirzenacher Propstei auf einer Ortsansicht von Wenzel Hollar, 1636

Die Anfänge des Gebäudes liegen im Dunkeln. Sein Grundriss und die Proportionen sowie zwei im Inneren gefundene Säulen legen eine Entstehung zur Zeit des Pfalzgrafen Ottos I. nahe. Auch das ehemalige Patrozinium der Kirche deutet auf die erste Hälfte des 11. Jahrhunderts, denn in jener Zeit war der heilige Bartholomäus besonders beliebt. Der romanische Bau wurde in der Zeit der Gotik umgebaut und erhielt wahrscheinlich dabei ein Gewölbe.
In einem Visitationsbericht aus dem Jahr 1681 ist zu lesen, dass die Kirche zu jener Zeit derart baufällig war, dass die sonntäglichen Gottesdienste der Pfarrgemeinde in der benachbarten Propsteikirche des Hirzenacher Benediktinerklosters stattfinden mussten. 1767 war der Kirchenbau nicht mehr in Gebrauch und die Pfarrrechte vollständig an die Hirzenacher Propsteikirche übertragen. Ende des 18. Jahrhunderts oder nach Aufhebung des Hirzenacher Klosters zu Beginn des 19. Jahrhunderts und damit nachdem die ehemalige Propsteikirche zur Pfarrkirche geworden war, erfolgte ein Umbau der ehemaligen Kirche zu einem Wohnhaus. Dieses wurde Mitte des 19. Jahrhunderts noch einmal umgestaltet, indem es an der zum Rhein zeigenden Ostseite einen Mittelrisalit und an der Nordwestseite einen niedrigen Anbau erhielt. Ende des 19. Jahrhunderts bewohnte der Hirzenacher Pfarrer Wilhelm Brosius das Gebäude. Er gab ihm seine heutige äußere Gestalt, indem er ihm an der zum Rhein zeigenden Ostseite eine hölzerne Galerie anfügen ließ. Von Wilhelm Brosius leitet sich der heutige Name des Gebäudes ab.
Nach jahrzehntelangem Leerstand und Verfall wurde die Villa Brosius 1984 bis 1986 umfänglich restauriert und als Wohngebäude wiederhergestellt. Zu den dabei ausgeführten Arbeiten zählte unter anderem die Freilegung und der anschließende Neuverputz des Mauerwerks.

## Beschreibung
Die zweigeschossige Villa Brosius steht auf demselben Felsgrat wie die ehemalige Propsteikirche St. Bartholomäus. Sie ist das älteste erhaltene Bauwerk aus dem Bauensemble der Propstei Hirzenach und präsentiert sich nach außen als ein Bau der Spätgotik. Der turmlose, einschiffige Saalbau hat einen langrechteckigen Grundriss und einen fast quadratischen Chor. Sein Mauerwerk besteht aus verputztem Bruchstein, der ein steiles, schiefergedecktes Satteldach trägt. Dessen spätgotischer Dachstuhl ist zu großen Teilen noch original und trug früher einen schlanken Dachreiter. Dieser ist auf einer Zeichnung Wenzel Hollars gut zu sehen. Von den gotischen Spitzbogenfenstern mit Laibungen aus rotem Sandstein und Basaltlava, welche die wohl rundbogigen Vorgängerfenster der Romanik ersetzten, ist heute keines mehr vollständig erhalten.
Der nordwestlichen Giebelseite schließt sich ein niedriger Anbau aus der Mitte des 19. Jahrhunderts samt noch niedrigerem Schuppen mit Pultdach an. Aus der gleichen Zeit stammt der rheinseitige Mittelrisalit mit Dreiecksgiebel, der die heutige Treppe aufnimmt, während die daran anschließende überdachte Fachwerkgalerie einige Jahrzehnte jünger ist.
Vom ursprünglichen Kircheninneren ist durch die vielen Umbauten kaum etwas erhalten. Während der Restaurierungsarbeiten in den 1980er Jahren konnten Untersuchungen zum mittelalterlichen Baubestand vorgenommen werden. Dabei stellte sich heraus, dass der Boden des Kirchensaals seit dem 18. Jahrhundert mit Holzbrettern belegt war und im Mittelalter wahrscheinlich nur aus gestampftem Lehm bestanden hatte. In der Südost-Ecke des Gebäudes fand sich ein Fußbodenbelag aus Tonfliesen und markierte den vermutlichen Platz des Taufbeckens. Der Chor lag um eine Stufe erhöht.